# Сърчлайт Пикчърс
„Сърчлайт Пикчърс“ (Searchlight Pictures) е филмова дивизия на „Туентиът Сенчъри Фокс“, основана през 1994 година. Централата ѝ е в Лос Анджелис, САЩ. Специализира в продукцията и разпространението на независими и британски филми, както и в драматично-комедийни филми и филми на ужасите.
Филмът на „Сърчлайт“ „Беднякът милионер“ (2008) печели осем награди Оскар, сред които отличие за най-добър филм. Други филми на компанията, които печелят Оскари, са „Време за мъже“, „Отбивки“, „Мис Слънчице“ и „Джуно“. Разпространява „Благодаря за пушенето“, създаден през 2005 година.
1. ↑  Disney Pitches Theater Owners on Fox Purchase: ‘More Than the Sum of Our Parts' //  Варайъти.   3 април 2019 г. Посетен на 16 април 2022 г.
2. ↑  Searchlight Pictures Co-Chairmen Nancy Utley and Stephen Gilula to Step Down //  Варайъти.   20 април 2021 г. Посетен на 16 април 2022 г.
3. ↑  thewaltdisneycompany.com //   Посетен на 16 април 2022 г.